# Brooks Pounders
Pour les articles homonymes, voir Pounder.
Brooks Casey Pounders (né le 26 septembre 1990 à Riverside, Californie, États-Unis) est un lanceur droitier de la Ligue majeure de baseball.

## Carrière
Brooks Pounders est choisi par les Pirates de Pittsburgh au 2e tour de sélection du repêchage de 2009. Il entreprend sa carrière professionnelle dès 2009 dans les ligues mineures avec un club affilié aux Pirates.
Le 7 décembre 2011, avec Diego Goris, un joueur de champ intérieur des ligues mineures, les Pirates l'échangent aux Royals de Kansas City en retour de Yamaico Navarro, un joueur d'arrêt-court.
Dans les mineures, Pounders rate presque toute la saison 2014 à la suite d'une opération Tommy John et une blessure au muscle grand dorsal subie lors de l'entraînement de printemps l'année suivante le met à l'écart du jeu pour la moitié de la saison 2015.
Pounders fait ses débuts dans le baseball majeur avec Kansas City le 5 juillet 2016. En 13 sorties comme lanceur de relève en 2016, il alloue 13 points mérités en 12 manches et deux tiers lancées, mais réussit 13 retraits sur des prises.
Le 1er décembre 2016, Kansas City échange Pounders aux Angels de Los Angeles contre le lanceur droitier des ligues mineures Jared Ruxer.

## Vie personnelle
Le prénom de Brooks Pounders lui a été donné par son père en l'honneur du joueur de baseball Brooks Robinson.